# Иван Мештровић (кратки документарни филм)
„Иван Мештровић” је југословенски кратки документарни филм из 1962. године. Режирао га је Шиме Шиматовић који је написао и сценарио.

## Улоге
| Глумац         | Улога |
| -------------- | ----- |
| Иван Мештровић | Лично |